# Marc Gual Huguet
Gual  Huguet est un nom espagnol. Le premier nom de famille, en général paternel, est Gual ; le second, en général maternel, souvent omis, est Huguet.
Pour les articles homonymes, voir Marc Gual.
Marc Gual Huguet est un footballeur espagnol né le 13 mars 1996 à Badalone. Il évolue au poste d'attaquant au Rio Ave FC.

## Carrière
Né à Badalone, près de Barcelone en Espagne, Gual joue avec le CF Badalona et le FC Barcelone en junior avant de rejoindre les jeunes du RCD Espanyol en 2013. Il fait ses débuts dans la réserve le 4 octobre 2015, contre le Valence Mestalla sur le score de 1 but partout à domicile en Segunda División B.
Gual marque son premier but en tant que pro le 3 janvier 2016, le premier de son équipe lors du match nul 2-2 à l'extérieur contre le Villarreal CF B. Le 12 mars, il a inscrit un doublé lors de la victoire 4-0 à domicile face à l'Olímpic de Xàtiva.
Le 9 novembre 2016, Gual signe un contrat de trois ans avec une autre équipe réserve, le Sevilla Atlético en Liga 2, principalement en remplacement de Carlos Fernández et Maryan Shved, blessés. Il fait ses débuts professionnels dix jours plus tard, en commençant et en marquant le deuxième but de son équipe lors du match nul 2-2 à l'extérieur contre le RCD Majorque.
Le 9 avril 2017, Gual marque un doublé lors d'une défaite 2 à 3 à l'extérieur contre Elche CF. Sept jours plus tard, il marque un triplé lors de la victoire 6-2 à domicile contre le Real Valladolid, portant son total à huit buts. Gual marque ensuite encore deux nouveaux doublés. Il termine la saison avec un total de 14 buts en championnat.
Le 9 août 2018, Gual est prêté au Real Saragosse en Liga 2, pour un an. Le 28 juin de l'année suivante, il rejoint le Girona FC, fraîchement relégué, également sous forme de prêt.
Le 30 janvier 2020, Gual rejoint le Real Madrid Castilla sous forme de prêt, Séville possédant toujours les droits sur le joueur.
Le 1er septembre 2020, il rejoint l'AD Alcorcón, club pensionnaire de Liga 2, pour un contrat de deux ans.

## Statistiques
| Saison                | Club                        | Championnat           | Championnat | Championnat | Coupe(s) nationale(s) | Coupe(s) nationale(s) | Supercoupe | Supercoupe | Compétition(s) continentale(s) | Compétition(s) continentale(s) | Compétition(s) continentale(s) | Total | Total |
| Saison                | Club                        | Division              | M.          | B.          | M.                    | B.                    | M.         | B.         | Comp.                          | M.                             | B.                             | M.    | B.    |
| 2015-2016             | RCD Espanyol B              | Segunda División B    | 24          | 7           | -                     | -                     | -          | -          | -                              | -                              | -                              | 24    | 7     |
| 2016-2017             | RCD Espanyol B              | Segunda División B    | 11          | 6           | -                     | -                     | -          | -          | -                              | -                              | -                              | 11    | 6     |
| Sous-total            | Sous-total                  | Sous-total            | 35          | 13          | 0                     | 0                     | 0          | 0          | -                              | 0                              | 0                              | 35    | 13    |
| 2016-2017             | Sevilla Atlético            | Liga 2                | 24          | 14          | -                     | -                     | -          | -          | -                              | -                              | -                              | 24    | 14    |
| 2017-2018             | Sevilla Atlético            | Liga 2                | 24          | 1           | -                     | -                     | -          | -          | -                              | -                              | -                              | 24    | 1     |
| Sous-total            | Sous-total                  | Sous-total            | 48          | 15          | 0                     | 0                     | 0          | 0          | -                              | 0                              | 0                              | 48    | 15    |
| 2018-2019             | Real Saragosse (prêt)       | Liga 2                | 29          | 6           | 0                     | 0                     | -          | -          | -                              | -                              | -                              | 29    | 6     |
| Sous-total            | Sous-total                  | Sous-total            | 29          | 6           | 0                     | 0                     | 0          | 0          | -                              | 0                              | 0                              | 29    | 6     |
| 2019-2020             | Girona FC (prêt)            | Liga 2                | 19          | 4           | 3                     | 2                     | -          | -          | -                              | -                              | -                              | 22    | 6     |
| Sous-total            | Sous-total                  | Sous-total            | 19          | 4           | 3                     | 2                     | 0          | 0          | -                              | 0                              | 0                              | 22    | 6     |
| 2019-2020             | Real Madrid Castilla (prêt) | Segunda División B    | 6           | 2           | -                     | -                     | -          | -          | -                              | -                              | -                              | 6     | 2     |
| Sous-total            | Sous-total                  | Sous-total            | 6           | 2           | 0                     | 0                     | 0          | 0          | -                              | 0                              | 0                              | 6     | 2     |
| 2020-2021             | AD Alcorcón                 | Liga 2                | 36          | 5           | 1                     | 0                     | -          | -          | -                              | -                              | -                              | 37    | 5     |
| 2021-2022             | AD Alcorcón                 | Liga 2                | 1           | 0           | 0                     | 0                     | -          | -          | -                              | -                              | -                              | 1     | 0     |
| Sous-total            | Sous-total                  | Sous-total            | 37          | 5           | 1                     | 0                     | 0          | 0          | -                              | 0                              | 0                              | 38    | 5     |
| Total sur la carrière | Total sur la carrière       | Total sur la carrière | 174         | 45          | 4                     | 2                     | 0          | 0          | -                              | 0                              | 0                              | 178   | 47    |